# Yolande Gilot
Yolande Gilot (auch Yolanda Jilot, * Juni 1950 in Brüssel) ist eine deutsch-belgische Schauspielerin.

## Leben
Sie wirkte vor allem in den 1980er Jahren in verschiedenen deutschen und belgischen Serien und Fernsehfilmen mit. Zudem war sie 1994 im Videospiel Wing Commander 3 zu sehen.

## Filmografie
- 1982: Ein pikantes Geschenk (Le cadeau)
- 1984: Tränen in Florenz
- 1984: De bien étranges affaires (1 Folge)
- 1984: Ein Fall für zwei – Morgengrauen (Teil 2)
- 1984: Allô Béatrice (1 Folge)
- 1985: P.R.O.F.S... und die Penne steht Kopf (P.R.O.F.S.)
- 1985: Mit Eskorte zum Altar
- 1986: Tatort: Der Tausch
- 1986: Die zwei Gesichter des Januar
- 1986: Kamikaze – TV-Tod live (Kamikaze)
- 1987: La rumba
- 1987: Das Erbe der Guldenburgs (Fernsehserie)
- 1987: Der Profi 2
- 1988: Das Rattennest
- 1988: A.D.A.M.
- 1989: Das Nest
- 1989: Mes meilleurs copains
- 1989: Peter Strohm (1 Folge)
- 1989: Mord ohne Motiv
- 1990: Höhenangst
- 1992: Spaceshift
- 1992: Die Staatsanwältin und der Cop (1 Folge)
- 1993: Warlock – Satans Sohn kehrt zurück
- 1993: John F. Kennedy – Wilde Jugend (2 Folgen)